# Arcàdia lusitana
S'entén per Arcàdia Lusitana l'Acadèmia de poesia que va ocupar el centre de la vida literària de Lisboa de 1756 a 1770.

## El concepte d'Arcàdia
Durant el segle xviii el pes de les corts reials com a centres de cultura va disminuir notablement. Estem dins el segle de les llums, dins el qual moltes persones interessades en els diferents àmbits del coneixement van començar a reunir-se lluny dels focus d'atracció que eren les corts dels reis.
Molts d'aquests grups de gent culta que compartien uns gustos literaris comuns van reunir-se en el que s'anomenaven Arcàdies, essent la primera l'Arcàdia de Roma, fundada l'any 1690. El nom pren la denominació de la regió grega del Peloponès que ja d'antic va ser mitificada com a regió idíl·líca on els pastors tenien les seves relacions amoroses; no és estrany que molts dels poemes dels arcàdics fossin de temàtica pastoral i que molts dels poetes empressin pseudònims trets de la tradició d'aquest gènere. Les acadèmies arcàdiques volien trencar amb l'estètica barroca per tornar als models grecollatins, és el moviment que s'ha anomenat Neoclassicisme.

## Creació de l'Arcàdia Lusitana
L'Arcàdia Lusitana va néixer de la mà de tres joves: António Dinis da Cruz e Silva, Manuel Nicolau Esteves Negrão i Teodoro Gomes de Carvalho, el 1756, si bé va trigar un any a tenir lloc la seva primera sessió; la seva darrera sessió data de l'any 1770. L'únic requisit que hi havia per entrar en aquest parnàs literari era ser bo en matèria literària, no hi havia restriccions quant a la classe social ni l'origen dels seus socis membres.
Val a dir que els arcàdics no van ser els primers acadèmics, ja que feia tot un segle que hi havia cercles literaris; la més immediata predecessora va ser l'Academia dos Ocultos, viva fins al fatídic terratrèmol de 1755.

## Inutilia truncat
La divisa de l'Arcàdia era Inutilia truncat(tallar la inutilitat), deixa ben clar el propòsit dels arcàdics: fer de crítics per tal d'evitar l'artificiositat, la complicació i els aspectes sobrers a la literatura; això ho feien a través de la figura dels censors, una mena de jutges literaris que posaven en marxa una reforma literària d'acord amb els gustos de l'Acadèmia. Per tal de complir aquest criteri, una sessió de l'Arcàdia transcorria, a grans trets, de la següent manera: els socis presentaven els seus poemes a la resta de membres, el secretari els recollia i els feia arribar als censors, aquests emetien els seus judicis i els autors havien de defensar-se dels seus atacs en un termini de deu dies; finalment, un comitè d'àrbitres estudiava les raons de totes dues parts i pronunciaven la seva decisió, que era de caràcter irrevocable; el president tenia vot de qualitat per si calia desempatar les votacions dels àrbitres.
Tot això evidentment va provocar moltes diferències entre els membres i ràpidament van sorgir disputes internes (lamentablement no s'ha conservat el llibre d'actes on tot això quedava registrat) que van acabar amb la idea inicial en el breu temps que abans hem indicat. Per sort, en aquest breu període els arcàdics ens van deixar un nombre prou gran de poesia de qualitat i, sobretot, excel·lents estudis crítics literaris, el camp on veritablement van destacar aquests autors.

## Altres arcàdies lusòfones delseglexviii
L'Arcàdia Lusitana va tenir com a continuadora (si bé amb un plantejament molt diferent) la Nova Arcàdia, integrada per homes com Bocage, Curvo Semedo o Agostinho de Macedo; va tenir una vida una mica més llarga que la primera, 1776-1794, divuit anys en total. D'altra banda, el Brasil va tenir la seva pròpia arcàdia a Minas Gerais, l'Arcàdia Ultramarina, formada per, entre d'altres, Tomás Antônio Gonzaga o Basilio da Gama.